# Wyszeńky (rejon mirhorodzki)
Wyszeńky (ukr. Вишеньки) – wieś na Ukrainie, w obwodzie połtawskim, w rejonie myrhorodzkim, w hromadzie Łochwycia. W 2001 liczyła 12 mieszkańców.